# Europameisterschaften 2030
Als Europameisterschaft 2030, auch EM 2030, Euro 2030, bezeichnet man folgende Europameisterschaften, die im Jahr 2030 stattfinden sollen:
- Handball-Europameisterschaft der Frauen 2030
- Handball-Europameisterschaft der Männer 2030